# تینگی لی
 تینگی لی (انگلیسی: Tingye Li؛ زاده ۷ ژوئیهٔ ۱۹۳۱ درگذشته ۲۷ دسامبر ۲۰۱۲ (۸۱ سال)) یک دانشمند در زمینه فیزیک کاربردی اهل ایالات متحده آمریکا بود.